# Leucauge badiensis
Leucauge badiensis este o specie de păianjeni din genul Leucauge, familia Tetragnathidae, descrisă de Roewer, 1961.
Este endemică în Senegal. Conform Catalogue of Life specia Leucauge badiensis nu are subspecii cunoscute.